# サッカーバスク代表
サッカーバスク代表（サッカーバスクだいひょう、バスク語：Euskal Selekzio）は、スペインとフランスにまたがるバスク地方におけるサッカーの代表チームである。バスクサッカー連盟によって組織されている。選手はバスク州、ナバーラ州、フランス領バスクから選出される。バスクサッカー連盟は国際サッカー連盟（FIFA）や欧州サッカー連盟（UEFA）に加盟していないため、FIFAワールドカップやUEFA欧州選手権に参加することはできない。

## 歴史

### 初期（1915-1937）
1915年にはスペイン北部（バスク州とカンタブリア州）出身選手が集められた「スペイン北部選抜」(Team North)が組織された。マドリードで開催された大会ではカタルーニャ選抜を1-0で破り、スペイン中部選抜と引き分けた。1916年5月、北部選抜はFCバルセロナと2度対戦し、アウェーでは3-1で、ホームでは5-0で勝利した。1922年、カンタブリア州側が北部連盟からビスカヤ連盟への改名を拒否したため、バスク州とカンタブリア州はそれぞれ単独の選抜チームを結成した。1930年と1931年、バスク地域の呼び名のひとつでもある「バスコニア」(Vasconia)というチーム名称で、カタルーニャ選抜と2試合を戦った。アウェーのムンジュイックでは1-0で勝利し、ホームのビルバオでは3-2で勝利した。

### スペイン内戦中（1937-1939）
初代レンダカリ（バスク自治州政府首班）であるホセ・アントニオ・アギーレは、かつてアスレティック・ビルバオの選手だった。スペイン内戦中の1937年、アギーレは軍事資金集めのためにバスク選抜を組織し、以下の選手が選出された。
| ポジション   | 選手                         | 所属クラブ                             |
| ------------ | ---------------------------- | -------------------------------------- |
| GK           | グレゴリー・ブラスコ         | アスレティック・ビルバオ               |
| GK           | ラファエル・エグスキーサ     | アレナス・クルブ・デ・ゲチョ           |
| DF           | セラフィン・アエド           | レアル・ベティス                       |
| DF           | ペテル・アレーソ             | FCバルセロナ                           |
| DF           | パブリート・ボーツ           | 不明                                   |
| MF           | レオナルド・シラウレン       | アスレティック・ビルバオ               |
| MF           | ホセ・ムゲルサ               | アスレティック・ビルバオ               |
| MF           | ペドロ・レゲイロ             | レアル・マドリード                     |
| MF           | ロベルト・エチェバリア       | アスレティック・ビルバオ               |
| MF           | アンヘル・スビエタ           | アスレティック・ビルバオ               |
| MF           | サビーノ・アギーレ           | ニーム・オリンピック(フランス領バスク) |
| MF           | エンリケ・ラリナガ           | ラシン・サンタンデール                 |
| FW           | ホセ・イララゴッリ           | アスレティック・ビルバオ               |
| FW           | エミリーネ・アロンソ         | レアル・マドリード                     |
| FW           | イシドロ・ランガラ           | レアル・オビエド                       |
| FW           | ルイス・レゲイロ             | レアル・マドリード                     |
| FW           | チッリⅡ                      | 所属クラブなし                         |
| FW           | ホセ・マヌエル・ウルキオーラ | アトレティコ・マドリード               |
| FW           | ギジェルモ・ゴロスティサ     | アスレティック・ビルバオ               |
| 監督         | ペテル・バリャーナ           | -                                      |
| マッサージ師 | ペリコ・ビリチナーガ         | -                                      |
| 代表         | リカルド・イレサバル         | -                                      |

バスク選抜は海外遠征でも資金集めをもくろみ、フランスを皮切りに東欧・北欧を転戦した。1937年4月にはパリのパルク・デ・プランスでフランスのクラブと2試合を戦い、フランス王者のラシン・パリには3-0で勝利し、オリンピック・マルセイユには5-1で勝利した。初敗北は2-3で敗れたチェコスロバキア代表戦だった。FCロコモティフ・モスクワ（当時ソビエト連邦、現ロシア、5-1）、マルセイユ（5-2と1-3）、チェコスロバキア代表(1-2)、シレジア選抜（現在のポーランドやチェコにあたる地域、5-4）、ロコモティフ・モスクワ（当時ソビエト連邦、現ロシア、5-0）、FCディナモ・モスクワ（当時ソビエト連邦、現ロシア、1-0）、FCディナモ・レニングラード（当時ソビエト連邦、現ロシア、2-2）、FCディナモ・キーウ（当時ソビエト連邦、現ウクライナ、3-1）、FCディナモ・トビリシ（当時ソビエト連邦、現ジョージア、2-0)、グルジア代表(3-1)、FCスパルタク・モスクワ（当時ソビエト連邦、現ロシア、6-2）、ディナモ・モスクワ(7-4)、FCディナモ・ミンスク（当時ソビエト連邦、現ベラルーシ、6-1)、ノルウェー代表(3-1)、ノルウェー労働者選抜(3-2)などと戦い、デンマーク代表には11-1で大勝した。同年6月にビルバオがフランコ軍に占領されると、バスク選抜は大西洋を渡ってメキシコを訪れ、17試合を戦って13勝を挙げた。さらにキューバではフヴェントゥ・アストゥリアーナ戦(4-4)を除く全試合に勝利した。CDエウスカディ(Club Deportivo Euzkadi)という名称でメキシコのアマチュアリーグに参加し、17試合で13勝1分3敗の成績を挙げた。1938-39シーズンのメキシコ・アマチュアリーグにはCDエウスカディの他にも、レアル・クルブ・エスパーニャとアストゥリアスFCというイベリア半島からの移民に由来する2チームが参加している。バスク選抜のウェブサイトではCDエウスカディが優勝としているが、メキシコサッカー連盟のウェブサイトではアストゥリアスFCが優勝としている。スペイン内戦が終結するとチームは解体され、各々の選手には10,000ペセタの報奨金が渡された。何人かの選手はアメリカ大陸に残り、ラテンアメリカのクラブでプレーし続けた。

### 復活後（1979-2007）
スペイン内戦終結後、フランコ独裁時代のスペインにおいてバスク選抜は一切の活動を行わなかった。1975年にフランコが死去し、スペインが立憲君主制国家に転換すると、1979年8月16日、エウスカディという名称のバスク選抜は1939年以来初めて組織されて試合を行い、サン・マメスで行われたリーグ・オブ・アイルランド（アイルランド共和国リーグ）選抜戦に4-1で勝利した。スペイン政府が「バスク地域ではバスク代表公式歌を歌わないように」要求したことで、試合後に議論が起こった。この試合ではホセ・アンヘル・イリバルがキャプテンを務め、1930年代に活躍したホセ・イララゴッリがキックオフを務めた。この試合はバスク社会に大きな影響を与える文化イベントのひとつとして行われ、Sustraiakが組織した「Bai Euskarari」キャンペーンの一部分だった。この1ヶ月後にはサン・セバスティアンのエスタディオ・デ・アトーチャでブルガリア代表と戦って4-0で勝利し、1980年にはハンガリー代表に1-5で敗れた。それ以来2012年末までに25試合を戦い、カメルーン代表戦、ウェールズ代表戦、チュニジア代表戦の3敗しかしていない。2000年代に行われた重要な試合としては、カメルーン代表戦（2005年、0-1）、ウェールズ代表戦（2006年、0-1）、セルビア代表戦（2006年、4-0）、カタルーニャ代表戦（2006年、2-2）などが挙げられる。スペイン内戦中にスペイン国外で行われた最後の試合は、1938年6月20日にハバナで行われたキューバ代表戦(6-0)だった。これ以後は69年間もスペイン国外では試合を行わなかったが、2007年6月20日にベネズエラのサン・クリストバルでベネズエラ代表と戦って4-3で勝利した。

### 2007年以後

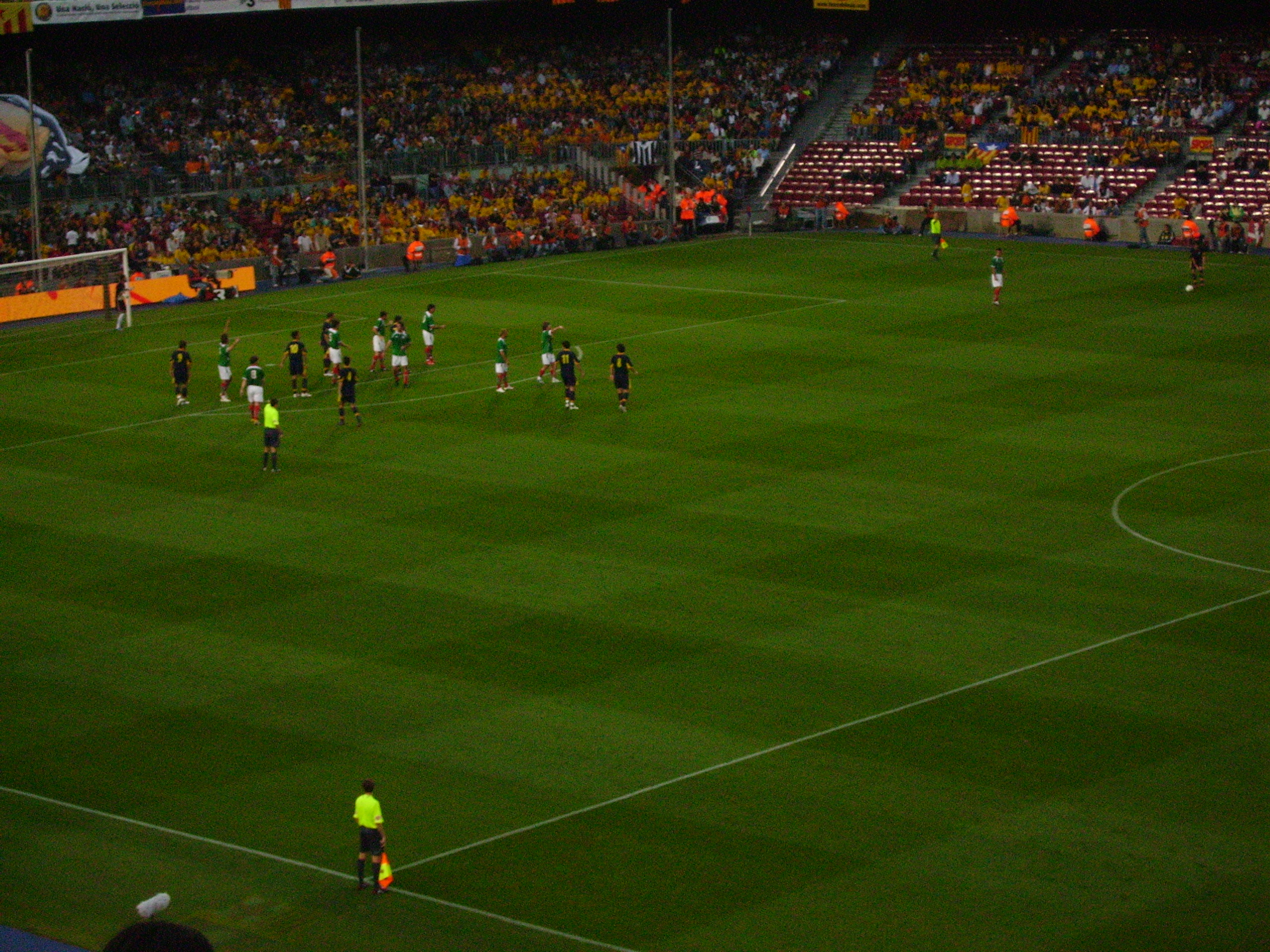
カンプ・ノウでプレーするバスク代表

エウスカル・エリアという名称に変更されてから初の試合は2007年12月29日であり、サン・マメスで行われたカタルーニャ選抜との親善試合は1-1に終わった。2008-09シーズンのクリスマス休暇にも親善試合が予定されており、バスクサッカー連盟は以前の名称であるエウスカル・セレクシオア（バスク選抜）という名称への変更を要望したが、レンダカリ（バスク自治州政府首班）でありバスク民族主義党(PNV-EAJ)を率いるフアン・ホセ・イバレチェに拒否された。多くのバスク人サッカー選手は、「エウスカル・エリアという名称でない限りプレーしない」という声明文に署名した。この名称変更論争はスポーツの域を超えてバスク地域に影響を与え、各政党のマニフェストにおいては、バスク民族主義党、スペイン社会労働党(PSOE)、国民党(PP)などは名称変更反対の立場を取り、EA、統一左翼（スペイン共産党などを中心とする政党連合）、バスク民族主義行動党などは名称変更賛成の立場を取った。 結局、2009年にエウスカル・セレクシオアという名称に変更することで意見の一致を得たが、協会と選手間の意見の相違などから、イラン代表との間で計画されていた試合は結局行われなかった。2010年、選手と連盟の間では合意に至っていなかったが、選手側は12月29日にサン・マメスでベネズエラ代表と試合を行うことで合意に達した。バスク選抜最多出場を誇るホセバ・エチェベリア（元アスレティック・ビルバオ）にバスクサッカー連盟から金色の記章が贈られ、エチェベリアはキックオフの役目を務めた。

## 試合一覧
1979年に復活してからの試合一覧である。
| 日付           | 開催地                                  | ホーム           | スコア | アウェー                       | 観客数 |
| -------------- | --------------------------------------- | ---------------- | ------ | ------------------------------ | ------ |
| 1979年8月16日  | ビルバオ, サン・マメス                  | バスク選抜       | 4-1    | リーグ・オブ・アイルランド選抜 |        |
| 1979年12月23日 | サン・セバスティアン, アトーチャ        | バスク選抜       | 4-0    | ブルガリア代表                 |        |
| 1980年8月3日   | ビトリア＝ガステイス, メンディソローサ  | バスク選抜       | 1-5    | ハンガリー代表                 |        |
| 1988年5月10日  | ビルバオ, サン・マメス                  | バスク選抜       | 4-0    | トッテナム・ホットスパーFC     |        |
| 1990年3月21日  | ビルバオ, サン・マメス                  | バスク選抜       | 2-2    | ルーマニア代表                 |        |
| 1993年6月22日  | サン・セバスティアン, アノエタ          | レアル・ソシエダ | 0-0    | バスク選抜                     |        |
| 1993年12月22日 | サン・セバスティアン                    | バスク選抜       | 3-1    | ボリビア代表                   |        |
| 1994年12月23日 | ビルバオ, サン・マメス                  | バスク選抜       | 1-0    | ロシア代表                     |        |
| 1995年12月22日 | ビルバオ, サン・マメス                  | バスク選抜       | 1-1    | パラグアイ代表                 |        |
| 1996年12月26日 | ビルバオ, サン・マメス                  | バスク選抜       | 3-1    | エストニア代表                 |        |
| 1997年12月26日 | ビルバオ, サン・マメス                  | バスク選抜       | 3-1    | ユーゴスラビア代表             |        |
| 1998年12月22日 | サン・セバスティアン, アノエタ          | バスク選抜       | 5-1    | ウルグアイ代表                 |        |
| 1999年12月29日 | ビルバオ, サン・マメス                  | バスク選抜       | 5-1    | ナイジェリア代表               |        |
| 2000年12月29日 | ビルバオ, サン・マメス                  | バスク選抜       | 3-2    | ルーマニア代表                 |        |
| 2001年12月29日 | ビルバオ, サン・マメス                  | バスク選抜       | 3-2    | ガーナ代表                     |        |
| 2002年12月28日 | ビルバオ, サン・マメス                  | バスク選抜       | 1-1    | マケドニア共和国代表           |        |
| 2003年12月27日 | ビルバオ, サン・マメス                  | バスク選抜       | 2-1    | ウルグアイ代表                 |        |
| 2004年12月29日 | ビルバオ, サン・マメス                  | バスク選抜       | 2-0    | ホンジュラス代表               |        |
| 2005年12月28日 | ビルバオ, サン・マメス                  | バスク選抜       | 0-1    | カメルーン代表                 |        |
| 2006年5月21日  | ビルバオ, サン・マメス                  | バスク選抜       | 0-1    | ウェールズ代表                 |        |
| 2006年10月8日  | バルセロナ, カンプ・ノウ                | バスク選抜       | 2-2    | カタルーニャ選抜               |        |
| 2006年12月27日 | ビルバオ, サン・マメス                  | バスク選抜       | 4-0    | セルビア代表                   |        |
| 2007年6月20日  | サン・クリストバル, P・プエブロ・ヌエボ | ベネズエラ代表   | 3-4    | バスク選抜                     |        |
| 2007年12月29日 | ビルバオ, サン・マメス                  | バスク選抜       | 1-1    | カタルーニャ選抜               |        |
| 2008年12月23日 | ビルバオ, サン・マメス                  | バスク選抜       | 中止   | イラン代表                     |        |
| 2010年12月29日 | ビルバオ, サン・マメス                  | バスク選抜       | 3-1    | ベネズエラ代表                 |        |
| 2011年5月25日  | タリン, ア・ル・コック・アレーナ        | エストニア代表   | 1-2    | バスク選抜                     |        |
| 2011年12月28日 | ビルバオ, サン・マメス                  | バスク選抜       | 0-2    | チュニジア代表                 | 35,000 |
| 2012年12月29日 | サン・セバスティアン, アノエタ          | バスク選抜       | 6-1    | ボリビア代表                   | 26,000 |

| イリーバル(主将) セラジェタ アレシャンコ コルタバリア エスカルサ ペリコ・アロンソ ビリャール サモラ ロホ ダニ サトルステギ |

| アルコナーダ(主将) セラジェタ コルタバリア ゴイコエチェア オライソーラ ペリコ・アロンソ ビリャール ディエゴ ウファルテ ダニ サトルステギ |

| スビサレッタ レカルテ ララニャガ リベラ リザラズ J・ゲレーロ バケーロ(主将) ガリターノ ベギリスタイン ゴイコエチェア サリーナス |

| アルベルト オライソーラ アルコルタ ピカベア アランサバル J・ゲレーロ ウルティア アルキサ デ・ペドロ メンディエタ ウルサイス |

| イライソス レカルテ ラバカ L・プリエト ガリード ジェステ ガリターノ アイトール・T エチェベリア イラオラ ウルサイス |

| イライソス サンフルホ アンソテギ シリエイクス ガリード スルトゥサ アランブル グルペギ ガビロンド X・プリエト J・ジョレンテ |

## 最新のスカッド
2012年12月29日のボリビアとの親善試合に招集された選手のリストである。
| No. | ポジション | 名前                       | 生年月日       | 出場 | 得点 | 所属クラブ               | 備考               |
| --- | ---------- | -------------------------- | -------------- | ---- | ---- | ------------------------ | ------------------ |
|     | GK         | ゴルカ・イライソス         | 1981年3月6日   | 8    | 0    | アスレティック・ビルバオ |                    |
|     | GK         | エニャウト・スビカライ     | 1984年2月26日  | 1    | 0    | レアル・ソシエダ         |                    |
|     | DF         | アンドニ・イラオラ         | 1982年6月22日  | 7    | 0    | アスレティック・ビルバオ | スペインA代表      |
|     | DF         | ミケル・ゴンサーレス       | 1985年9月24日  | 4    | 0    | レアル・ソシエダ         |                    |
|     | DF         | イニゴ・マルティネス       | 1991年5月17日  | 2    | 0    | レアル・ソシエダ         | U-21スペイン代表   |
|     | DF         | ミケル・バレンシアガ       | 1984年2月29日  | 1    | 0    | レアル・バリャドリード   | 元U-21スペイン代表 |
|     | DF         | カルロス・マルティネス     | 1986年4月9日   | 2    | 0    | レアル・ソシエダ         |                    |
|     | DF         | ミケル・ラバカ             | 1992年1月3日   | 1    | 0    | レアル・バリャドリード   |                    |
|     | DF         | シャビエル・カスティージョ | 1986年3月29日  | 0    | 0    | アスレティック・ビルバオ | 元U-19スペイン代表 |
|     | DF         | オイエル・サンフルホ       | 1986年5月25日  | 4    | 0    | CAオサスナ               |                    |
|     | MF         | シャビ・アロンソ           | 1981年11月25日 | 4    | 0    | レアル・マドリード       | スペインA代表      |
|     | MF         | ベニャ・エチェバリア       | 1987年2月19日  | 2    | 0    | レアル・ベティス         | スペインA代表      |
|     | MF         | シャビエル・プリエト       | 1983年8月29日  | 8    | 0    | レアル・ソシエダ         | 元U-21スペイン代表 |
|     | MF         | ミケル・リコ               | 1984年11月4日  | 2    | 0    | グラナダCF               |                    |
|     | MF         | マルケル・スサエタ         | 1987年12月14日 | 2    | 0    | アスレティック・ビルバオ | スペインA代表      |
|     | FW         | ガイスカ・トケーロ         | 1984年8月9日   | 4    | 2    | アスレティック・ビルバオ |                    |
|     | FW         | イバイ・ゴメス             | 1989年11月11日 | 1    | 1    | アスレティック・ビルバオ |                    |
|     | FW         | アリツ・アドゥリス         | 1981年2月11日  | 5    | 7    | アスレティック・ビルバオ | スペインA代表      |
|     | FW         | キケ・ソラ                 | 1985年2月25日  | 2    | 0    | CAオサスナ               | 元U-21スペイン代表 |
|     | FW         | イマノル・アギレチェ       | 1987年2月24日  | 3    | 1    | レアル・ソシエダ         | 元U-17スペイン代表 |

## 歴代監督
- 1937-1939  ペドロ・バリャーナ
- 1979  ヘスス・ガライ
- 1979  アンドニ・エリソンド
- 1980  ホセ・アントニオ・イルレギ
- 1988-2001  シャビエル・エスポーシト
- 1988-2010  ホセ・アンヘル・イリバル
- 2003-  ミケル・エチャリ
- 2011  ハビエル・イルレタ
- 2011-2019  ホセ・マリア・アモロルトゥ
- 2019-  ハビエル・クレメンテ